# Pipalsana Chaudhari
Pipalsana Chaudhari es una ciudad censal situada en el distrito de Bareilly en el estado de Uttar Pradesh (India). Su población es de 9713 habitantes (2011).

## Demografía
Según el  censo de 2011 la población de Pipalsana Chaudhari era de 5131 habitantes, de los cuales 4582 eran hombres y 7558 eran mujeres. Pipalsana Chaudhari tiene una tasa media de alfabetización del 67,30%, inferior a la media estatal del 67,68%: la alfabetización masculina es del 76,45%, y la alfabetización femenina del 57,11%.